# Compukit UK 101
Compukit UK101 bilo je kućno računalo koje je izašlo na tržište 1979. u Ujedinjenom Kraljevstvu u kit formi, i bio je klon računala Ohio Scientific Superboard, s bitnim poboljšanjima: tekstualne razlučivosti od 16x48, bolji kasetni međuspoj. UK101 je bio zasnovan na mikroporcesoru MOS 6502 i u osnovnoj inačici imao je 8KB glavne memorije, te dodatnih 1Kb RAMa za prikazivanje grafike. U ROM-u je sadržao Microsoftov BASIC koji je stao u 8Kb, te Monitor koji je stao u 2Kb ROM-a. Grafika je bila monokromna, bez mogućnosti prikazivanja bitmapne grafike. Dizajn UK101 bio je objavljen u časopisu Practical Electronics. Ovo računalo imao je utjecaj na razvitak računala Galeb.

## Vanjske poveznice
- Stranice o Compukit UK101
- Napravite svoju kopiju UK101  Arhivirana inačica izvorne stranice od 14. ožujka 2006. (Wayback Machine)